# Live Cream Volume II
Albums de Cream
Live Cream
(1970) Heavy Cream
(1972)
Live Cream Volume II est une compilation de titres live de Cream sortie en 1972. L'album contient six chansons enregistrées en 1968.

## Liste des chansons
| 1. | Deserted Cities of the Heart | Jack Bruce, Pete Brown     | 4:33 |
| 2. | White Room                   | Bruce, Brown               | 5:40 |
| 3. | Politician                   | Bruce, Brown               | 5:08 |
| 4. | Tales of Brave Ulysses       | Eric Clapton, Martin Sharp | 4:46 |

| 1. | Sunshine of Your Love                                                     | Clapton, Bruce, Brown | 7:25  |
| 2. | Steppin' Out (nommée de façon erronée Hideaway sur le disque LP original) | James Bracken         | 13:38 |

Notes :
- 5 : enregistrée le 9 mars 1968 au Winterland, San Francisco.
- 4 & 6 enregistrées le 10 mars 1968 au Winterland, San Francisco.
- 1, 2 & 3 enregistrées le 4 octobre 1968 à l'Oakland Coliseum Arena, Oakland.

## Personnel
- Eric Clapton - guitare, chant
- Jack Bruce - guitare basse, chant, harmonica
- Ginger Baker - batterie, percussions, chœurs